# Fundació Privada Família i Benestar Social
La Fundació Privada Família i Benestar Social és una fundació creada el 1987 per facilitar un allotjament digne a persones de totes les edats per tal de fer possible el seu projecte de vida.
Les seves principals línies d'actuació són
- Atenció a la gent gran i les persones en situació de vulnerabilitat del barri Gòtic de la ciutat de Barcelona
- Oferiment d'habitatge assequible de lloguer mitjançant la promoció d'habitatges de protecció oficial en aquells municipis on hi ha una necessitat manifesta.
- Promoció d'habitatges de lloguer per a gent jove.
- Col·laboració amb entitats dedicades a treballar amb persones en risc d'exclusió facilitant-los habitatges.

El 2019 va ser guardonada amb la Creu de Sant Jordi en reconeixement de la tasca solidària realitzada, i per la seva contribució i compromís per afavorir la vertebració d’una societat més justa.